# Arte carolíngia

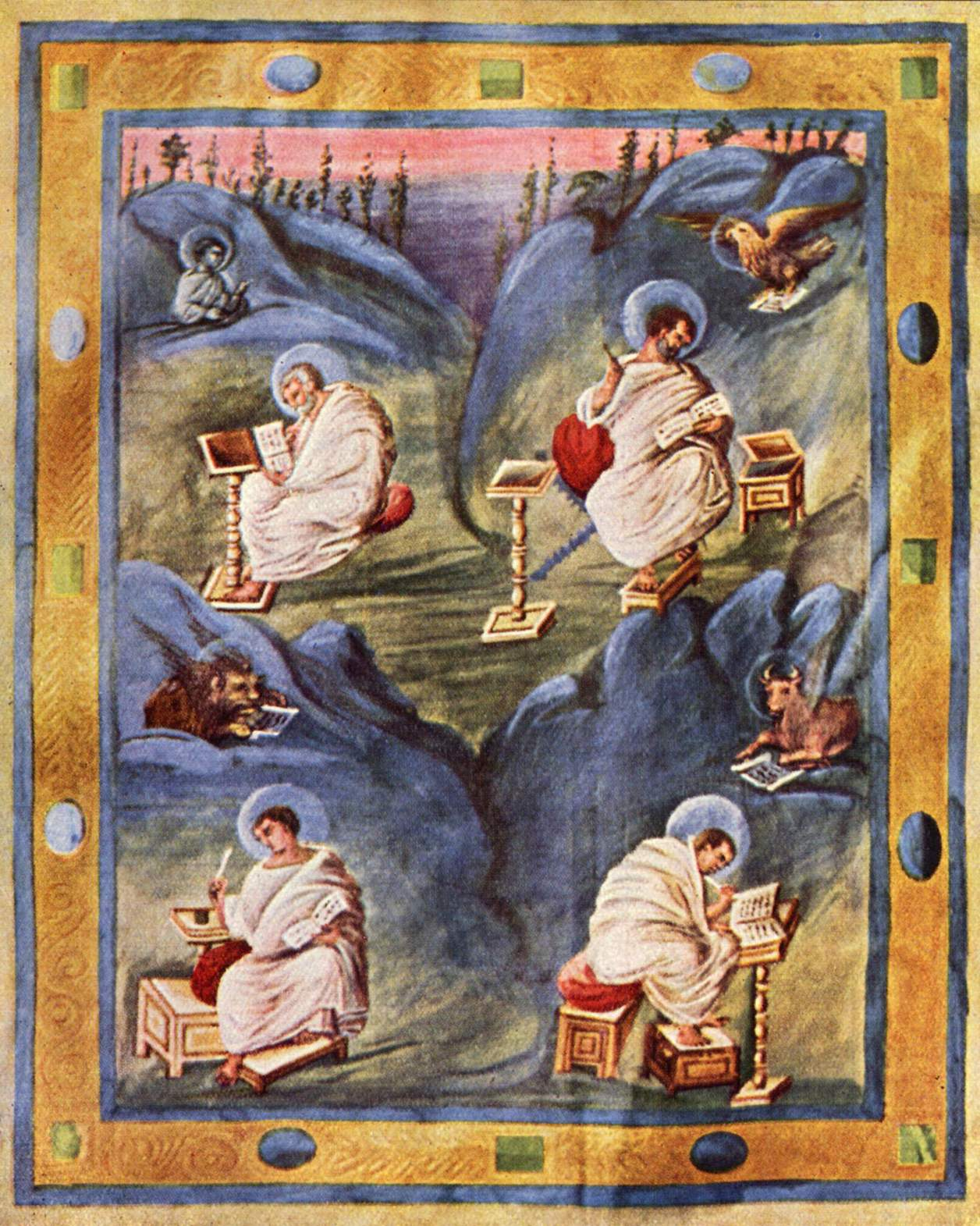
Os quatro evangelistas, iluminura de c. 820, Catedral de Aachen, Alemanha.

A arte carolíngia refere-se à arte do período de Carlos Magno, estendendo-se pelos seus sucessores (entre 780 e 900 d.C.) e alargando a sua influência ao período posterior da arte otoniana. Carlos Magno foi a figura política mais poderosa da Alta Idade Média, pois seus exércitos assumiram o controle de extensos territórios ao norte da Europa. Carlos foi responsável pela propagação do Cristianismo e pelo ressurgimento da arte antiga. Após sua coroação, tornou-se grande patrono das artes. Estes dois momentos da arte medieval são considerados os antecessores do românico e bases da arte gótica.
Além de pautar por uma forte herança céltico-germânica, a arte carolíngia inspira-se na arte romana da Antiguidade Clássica no chamado renascimento carolíngio, resultando numa comunhão entre elementos clássicos e o característico espírito emocional e conturbado da Idade Média.
A sua expressão arquitectónica vai incidir especialmente na construção religiosa caracterizada por pinturas murais, pelo uso de mosaicos e baixos-relevos surgindo também neste momento a igreja com cripta envolta por deambulatório, tipologia que se irá desenvolver ao longo da Idade Média. Uma das mais significativas construções deste período é a Catedral de Aachen na Alemanha.
As artes decorativas assumem também um lugar de relevo, especialmente no que diz respeito à produção de marfins, joalharia e iluminura, esta última caracterizada por um traço extremamente dinâmico, forte e liberto transmitindo energia rítmica.

## Iluminuras
Carlos Magno encomendou diversos exemplares dos Evangelhos em latim, com gloriosas iluminuras. Também enviou artistas a Ravena, onde podiam estudar os murais e mosaicos cristãos primitivos e bizantinos. Carlos talvez tenha contratado artistas gregos para trabalharem nas iluminuras dos Evangelhos. No sepulcro de Carlos Magno foi encontrado o que hoje se chama o Evangeliário de Carlos Magno, fruto de influência marcante da tradição pictoral romana.
A arte carolíngia tinha diversos centros monásticos por todo Império, chamados de ateliês. A Escola da Corte de Carlos Magno (também chamada Escola Ada) produziu os primeiros manuscritos, incluindo o Evagelário do Arcebispo Ebbons, o Evangeliário de Godescalco (781–783); os Evangelhos de Lorsch (778–820); os Evangelhos de Ada; os Evangelhos Soissons Gospels; e os Evangelhos da Coroação e o Evangelário de Lindau. Eles iniciaram um revival do Classicismo romano, mas ainda mantinham as tradições da arte merovíngia e da arte hiberno-saxónica. Mais tarde, na cidade de Reims, formou-se uma nova escola de iluminuras, que produziu o Saltério de Utrecht e o Bern Physiologus, um texto latino sobre animais.

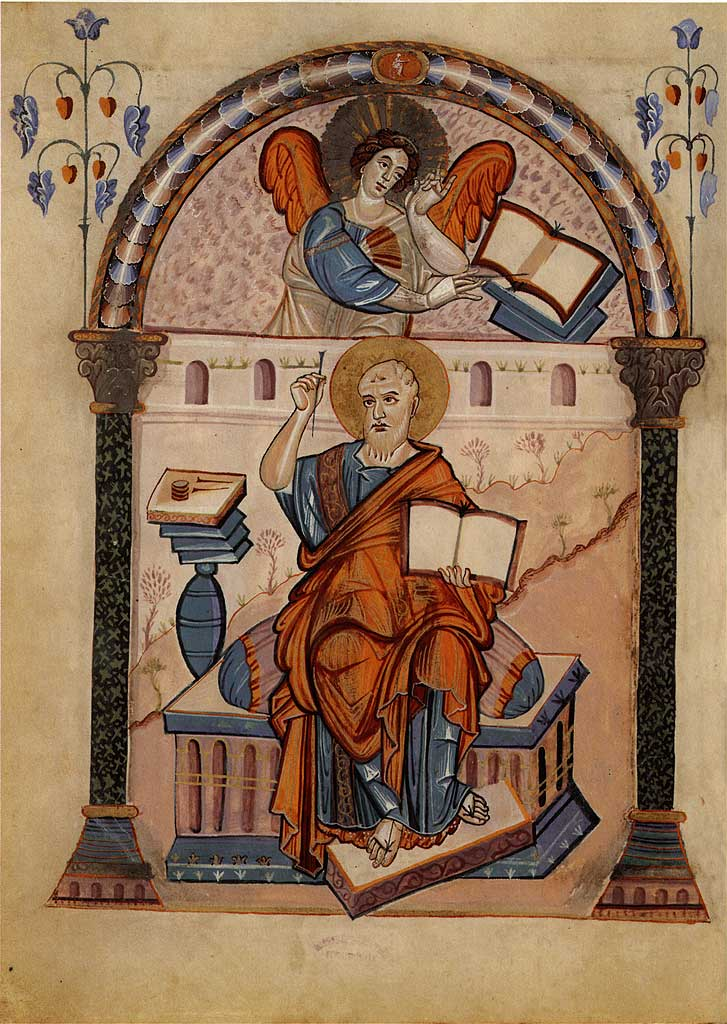
Evangelhos de Lorsch
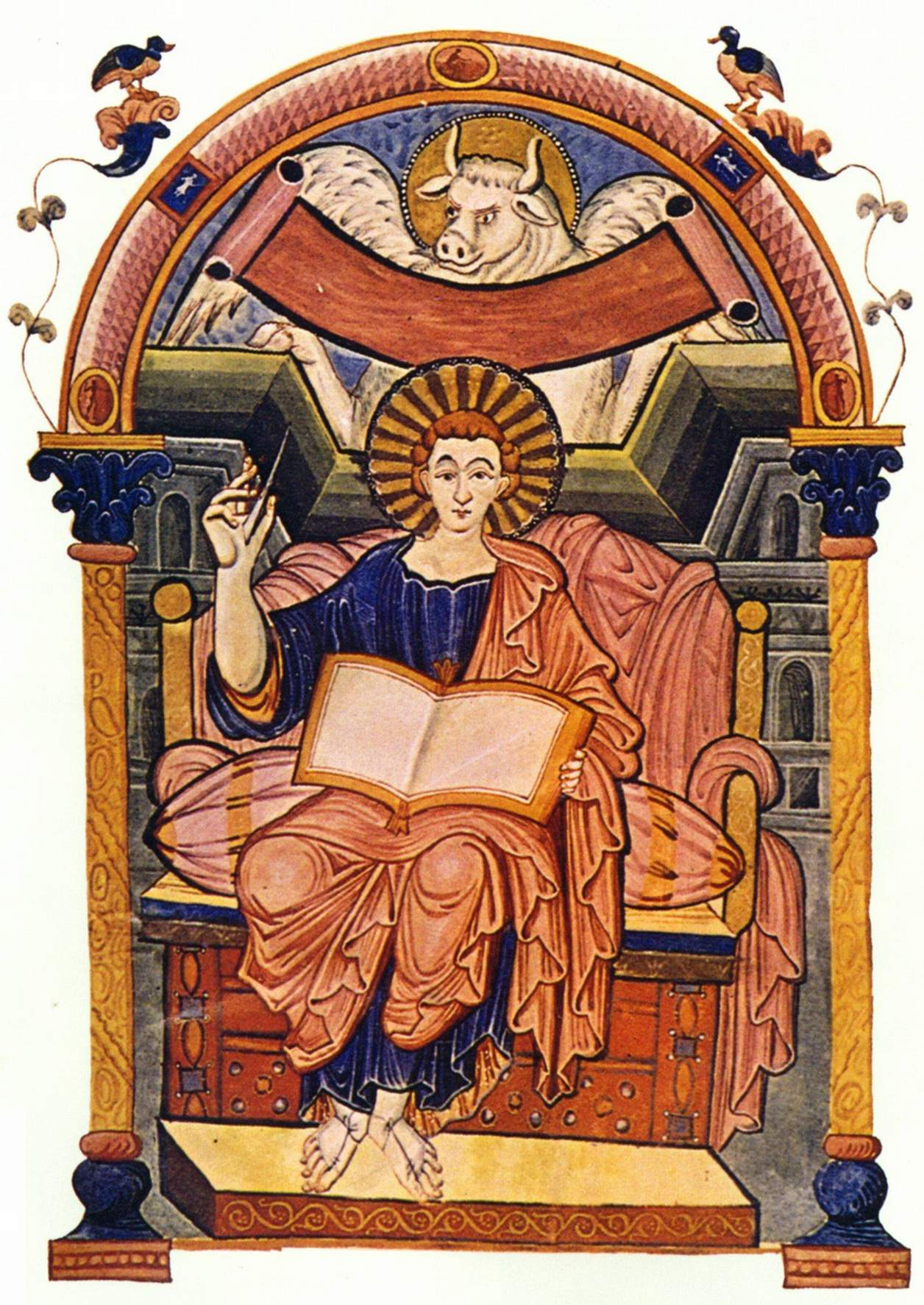
Evangelhos de Ada
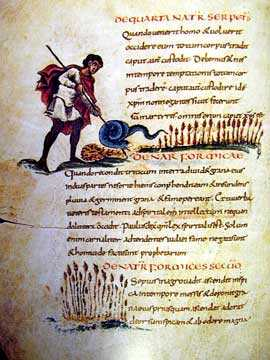
Bern Physiologus, iluminura sobre animais

## Pinturas e mosaicos
Enquanto é conhecida a existência de afrescos em igrejas e palácios da época, os mosaicos na Capela Palaciana de Carlos Magno se pareciam com as primeiras igrejas cristãs em Roma. Sabe-se que naquela época, muitas colunas e mármores foram trazidos direito de Roma  para a construção de obras na Europa.

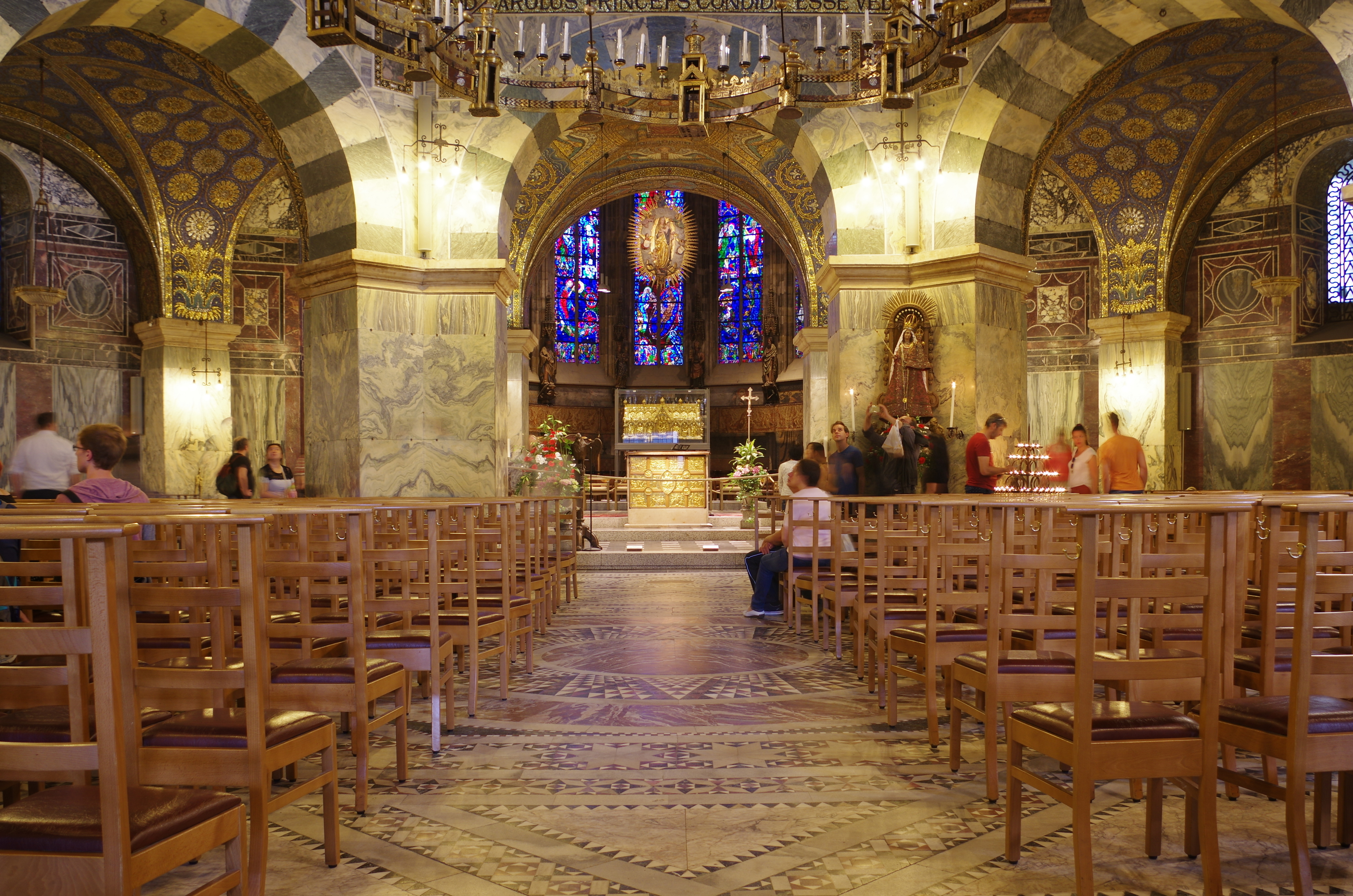
Capela Palaciana de Carlos Magno
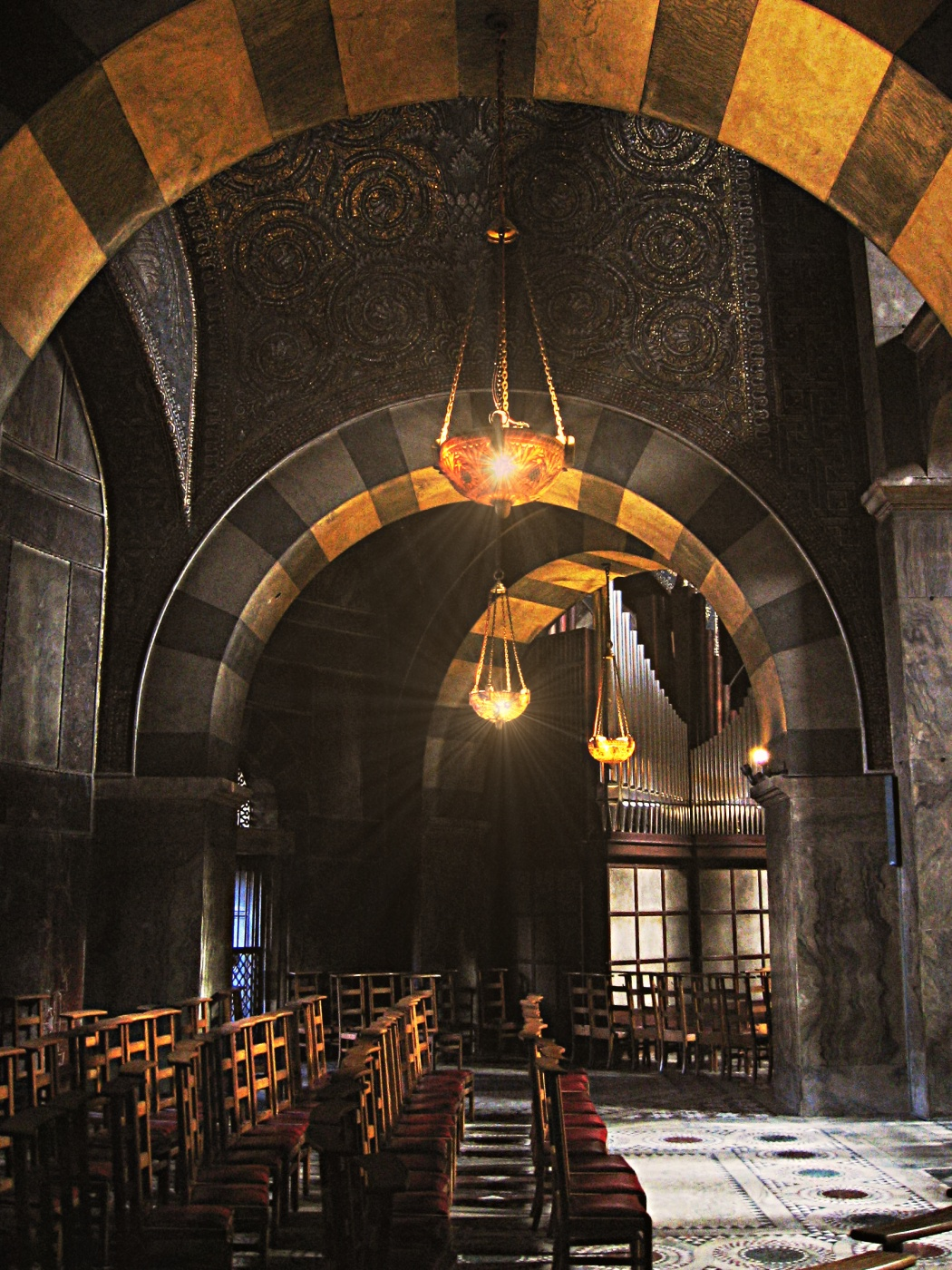
Capela Palaciana de Carlos Magno